# جيمس ماديسون بيل
جيمس ماديسون بيل (بالإنجليزية: James Madison Bell)‏ هو ناشط سياسي وشاعر أمريكي، ولد في 4 أبريل 1826 في غاليبوليس في الولايات المتحدة، وتوفي في 1902 في توليدو في الولايات المتحدة.